# Leeds United F.C.
Leeds United Association Football Club ali enostavno Leeds United je angleški nogometni klub iz mesta Leeds. Klub je bil ustanovljen leta 1919  in trenutno igra v Premier League, 1. angleški nogometni ligi. Klub je dolgo časa igral v samem vrhu angleške lige, a po koncu sezone 2007/08, ko je zapadel v finančne težave, je prvič igral tudi v 3. angleški nogometni ligi.
Najuspešnejše obdobje za Leeds United je bilo obdobje v šestdesetih in sedemdesetih letih 20. stoletja, pod vodstvom trenerja Dona Revia, ko je klub osvajal domače in evropske trofeje. Po odhodu Dona Revia s trenerske klopi leta 1982, je Leeds United padel v drugo ligo in tam ostal do leta 1990, ko ga je Howard Wilkinson spet popeljal v Premier League. 2 leti kasneje, je Leeds že igral v Ligi prvakov. 17. julija 2020 je klub po 16 letih ponovno napredoval v najvišjo angleško ligo.
Leedsov domači stadion je Elland Road. Barvi dresov sta bela in modra. Nadimki njegovih nogometašev pa so "Leeds", "United", "The Whites" (beli) in "The Peacocks" (pavi). Slednji je zastaral, kajti nekdanje ime Leedsovega stadiona je bil 'The Old Peacock Ground'.